# Lužani (Derventa, BiH)
Lužani je naseljeno mjesto u sastavu Grada Dervente, Republika Srpska, BiH. 

## Stanovništvo
| Lužani             |              |
| Godina popisa      | 1991.        |
| Srbi               | 1 (0,28%)    |
| Hrvati             | 22 (8,99%)   |
| Jugoslaveni        | 10 (2,80%)   |
| Muslimani          | 323 (90,73%) |
| ostali i nepoznato | 0            |
| ukupno             | 356          |